# Kolozs vármegye
Kolozs vármegye (románul: Comitatul Cluj, németül: Komitat Klausenburg) közigazgatási egység volt a Magyar Királyság keleti részében. Jelenleg Románia része.

## Földrajz
Kolozs vármegye területe az Erdélyi-medence felső felének déli harmadát foglalta magába; nyugaton a Bihar-hegység, délen a Gyalui-havasok, északon a Meszes-hegység, keleten pedig a Mezőség nevű dombvidék volt található. Legfontosabb folyói a Kis-Szamos, a Meleg-Szamos, a Hideg-Szamos, valamint a Sebes-Körös voltak.
Északról Szilágy, Szolnok-Doboka és Beszterce-Naszód vármegyék, keleten Maros-Torda vármegye, délen Maros-Torda és Torda-Aranyos vármegyék határolták.

## Történelem
Az etelközi magyar törzsek  895-ben az egyesült besenyő és bolgár támadás nyomása alatt költöztek Erdélybe, ahol Álmost megölték. A hét vezér első ideiglenes szállását az Erdélyi-medence egy-egy olyan elhatárolható területén választotta meg, amelyen volt egy besenyőktől védettebb oldalon fekvő vár és egy sóbánya. Ilyen ideiglenes szállásterület lett a Kis-Szamos felső medencéje is a várral és a kolozsi sóaknával. A hét törzs a következő évben átköltözött a Nagy-Alföldre, de a törzsfők fenntartották első ideiglenes szállásterületüket is a várral és a sóbányával, kisebb nemzetségnyi köznépet és fegyveres vitézeket is hátrahagyva a vár és a sóbánya őrzésére.
A honfoglaló magyarság a helyneveket figyelembe véve a megye területén többféle szláv lakosságot talált. Az itt lakó szlávság azonban a megye nyugati felében nem lehetett jelentős számú, mivel a nagyobb folyóvizek neve magyar eredetű. (Kapus, Fenes, Nádas, Aranyosdál, Sóspatak, Ludas), de számolni kell azzal a lehetőséggel is, hogy egy-egy szláv nevű falunak vagy kisebb pataknak (pl. Gorbópatak) a telepített szlávság adott nevet, mint például a Fenes-patak melletti szláv Lóna név.
A Kárpát-medence 9. és 11.-13. századi helyneveit vizsgálva Györffy György megállapítása szerint a 895-900 között beköltözött magyarság a korábban itt lévő falvak és városok neveit egy esetben sem vette át és a régi lakhelyén maradt szláv lakosság és elszórt avar kori onogur-bolgár maradvány népesség is csak a vízneveket mentette át a 9. századból, amelyek másodlagosan falunévvé is válhattak azokon a helyeken, ahol a terület ura településhelyeket jelölt ki a köznépnek.
Kolozs vármegyét a 11. században alapította Szent István, miután 1002-ben Gyula vezért legyőzte, és Erdélyt a székelyek által lakott terület kivételével hét vármegyére osztotta fel. Az 1876-os megyerendezés során addig Doboka vármegyéhez tartozó községeket is Kolozs vármegyéhez csatoltak.
Kolozs vármegye határispánság volt, az ispán rendelkezett az őrökkel és besenyőkkel, valamint az úgynevezett határ-kapuk védelmével. A kolozsi ispán harmadik funkciója volt még a Kolozsaknán kitermelt só szállításának irányítása is.
A megye első birtokosai, akiknek birtokai nagyjából a megye területére korlátozódtak, határát némileg csak az utólag betelepített Kalotaszeg irányában lépik túl a Mikola nemzetségnek (Makkai) nevezett Mikola-fiak, a közös eredetű Kabos, Kemény, Radó, Mikola, Gyerőfi, Tompa, Boczi, tamásfalvi Erdélyi, Valkai, farnasi Veres és bikali Vitéz családok elődei voltak. Bár nemzetségük eredeti neve nem ismeretes, de szarvast ábrázoló közös címerük, nemzetségi monostoruk (Gyerőmonostor) és a Kolozsvárt három oldalról közrefogó birtokaik valószínűsítik, hogy ők voltak a Felső-Szamos vidék 10. századi urai. A megye egykori birtokosai közé tartozott egy ideig Ajton is, aki a Gyulák leverése előtt vagy után itt nyert nyári szálláshelyet. Bukása után azonban a szállás más nagyobb nemzetségek kezére került. Az I. István kori főember Csolt, a Csolt nemzetség alapítója  is birtokolt itt egy ideig, de birtokai egy 1320-as oklevél adatai szerint ekkor már a békés-bihari síkról eredő Barsa nemzetség és részben a dobokai Zsombor nemzetség kezén voltak. Ismeretlen időben lett Kolozs megyében birtokos a Szolnok megyei Agmánd nemzetség is.
A megye sajátossága volt még kettős egyházi beosztása is: a kolozsi esperesség csak a megye nyugati és középső részének egyházaira terjedt ki, keleti vége pedig a Ludad-patakon és Katonán túl az ózdi esperességhez tartozott, keletkezésük a 11. századra tehető.
A tatárjárás a megye településeiben is súlyos pusztításokat okozott, melyekre Rogerius mester leírásából is következtethetünk. Bár az elnéptelenedett területekre az erdélyi püspök már 1246-ban kapott telepítési kiváltságot Gyalura, Kolozsvár és a szász falvak telepítése az 1257 utáni évtizedekre tehető. Kolozsvár új telepítésű része nagyrészt hazai szász és bajorországi német és helyi székely elemekből tevődik össze. Telepesei a kereskedelem és ipar mellett földet is műveltek.
A váruradalmak keletkezése a megyében a 13. század második felétől indult meg. Kezdetben a Kolozsvárat is megszerző és fellendítő erdélyi püspök építette ki Feketeerdőtől Szamosfalváig terjedő uradalmát, megkísérelve beolvasztani a közbeékelődő kolozsmonostori apátságot is. Kolozsvár királyi uralom alá kerülésével azonban a püspök Fenesen épített várát tette meg új központjává.
A mezőgazdasági termelés egyedüli formája a 13.-15. század fordulójának adatai szerint az ekés földművelés volt. Helynevek maradtak fenn pl. a komló és kendertermesztésről, a Szamoson és a Nádason pedig vízimalmok működtek.
A megye fő bányaterméke a Kolozsaknán és a Szász-aknán kitermelt só volt. A kereskedelem ismert központja pedig Kolozsvár mellett Kolozsakna volt hetivásáraival, míg nyugaton Gyalu és Gyerővásárhely, keleten pedig Teke tekinthető a kereskedelem központjának.
Az 1876-os megyerendezés során addig Doboka vármegyéhez tartozó községeket is Kolozs vármegyéhez csatoltak.
1918 után a vármegye román uralom alá került, ahol kissé módosult területtel továbbra is fennállt, 1925-ig Județul Cojocna elnevezéssel (Kolozs román elnevezése alapján), ezután viszont Județul Cluj volt a neve (a megyeszékhely, Kolozsvár román neve után), területe pedig teljesen megváltozott: keleti részét Beszterce-Naszód megyéhez, Bánffyhunyadtól északra található területét pedig Szilágy megyéhez csatolták, valamint jelenleg hozzá tartozik az egykori Torda és Szolnok-Doboka vármegye nagy része.

## Lakosság
| Év   | Lakosság összesen (fő) | Magyar % | Román % | Német % | Egyéb % |
| ---- | ---------------------- | -------- | ------- | ------- | ------- |
| 1850 |                        | 20,9     | 69,6    | 4,5     | 4,9     |
| 1880 | 164 494                | 24,1     | 65,5    | 3,8     | 6,7     |
| 1910 | 225 879                | 26,9     | 68,1    | 3,0     | 2,0     |
| 1941 | 175 299                | 29,7     | 64,4    | 3,1     | 0,1     |

## Közigazgatása

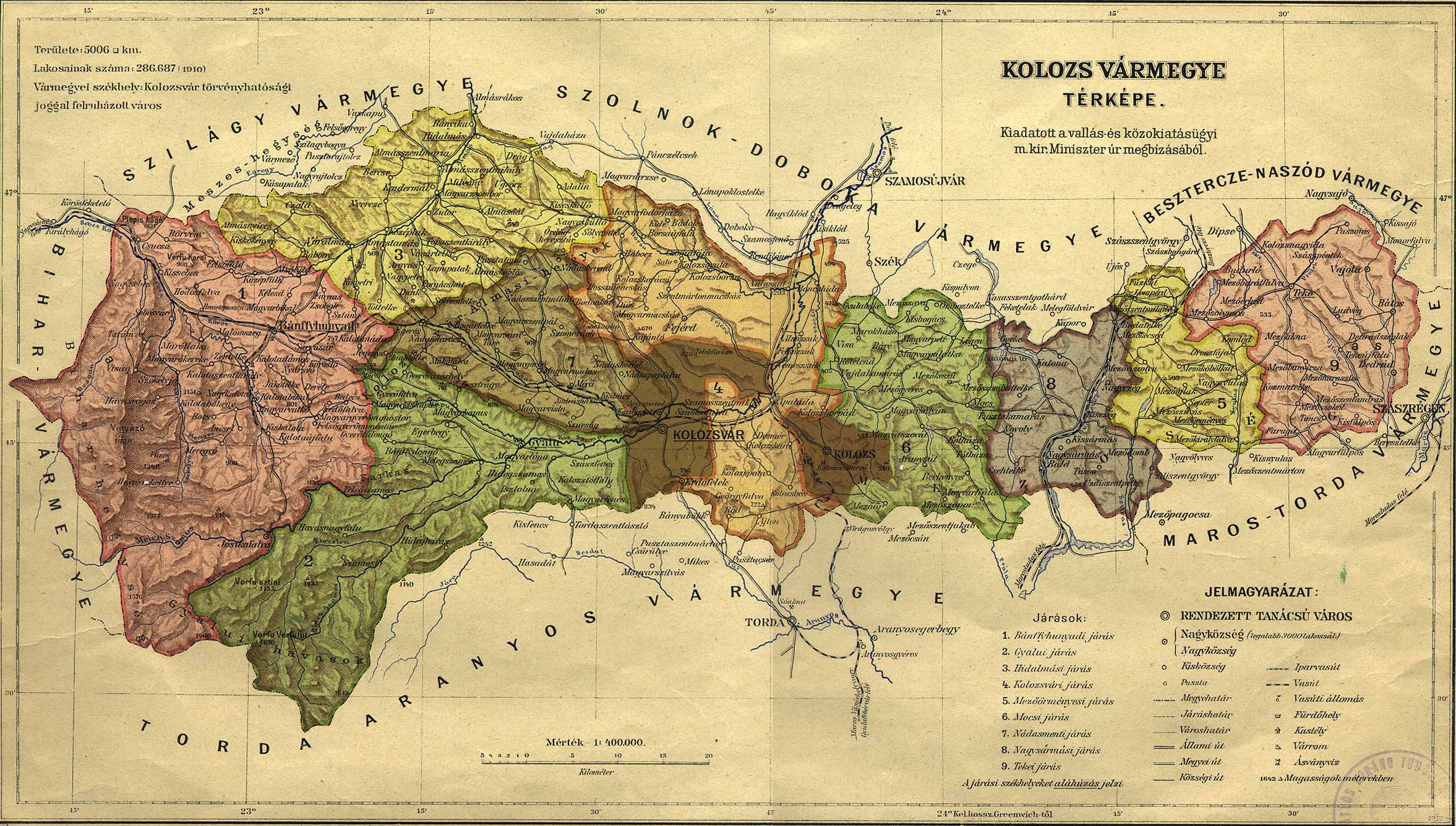
Kolozs vármegye közigazgatási térképe 1917-ből

A vármegye 1918-ban kilenc járásra volt felosztva:
- Bánffyhunyadi járás, székhelye Bánffyhunyad
- Gyalui járás, székhelye Gyalu
- Hídalmási járás, székhelye Hidalmás
- Kolozsvári járás, székhelye Kolozsvár (törvényhatósági jogú város)
- Mezőörményesi járás, székhelye Mezőörményes
- Mocsi járás, székhelye Mócs
- Nádasmenti járás, székhelye Kolozsvár (törvényhatósági jogú város)
- Nagysármási járás, székhelye Nagysármás
- Tekei járás, székhelye Teke

## Gazdasága

### Mezőgazdaság
Területéből 482 934 hektár a termőterület, ebből szántóföld 160 434, kert 9954, rét 85 246, legelő 74 479, nádas 930, szőlő 1174, erdő 150 717 hektár. A mezőgazdasági termények közül a legjelentősebb a búza (1893-ban 38 447 hektáron 563 149 hektoliter termett), rozs (11 604 hektáron 172 100 hektoliter), árpa, zab, kukorica (34 056 hektáron 724 613 hektoliter), továbbá kevés hüvelyes vetemény, len, kender, dohány (7 hektár), cukorrépa, nagyobb mennyiségű takarmányrépa, lucerna és lóhere. Nagy területet foglaltak el a kaszálók és a havasi legelők.
Az állatlétszám 1891-ben 7066 ló, 77 479 magyar és 1160 nem magyar fajtájú szarvasmarha, 6581 bivaly, 293 szamár és öszvér, 57 721 sertés, 134 402 juh és 4260 kecske volt. Jelentékenyebb állattartó telepek Válaszúton, Kolozsbóson és Bonchidán (angol félvérménesek), Kolozsváron és Gyekén (sertéstelepek), Bánffyhunyadon és Szászfenesen (tehenészetek), illetve a kolozsmonostori királyi gazdasági tanintézetben helyezkedtek el; Kolozson állami gulyatelep volt.

### Ipar
A vármegye ipara majdnem kizárólag Kolozsvár városában összpontosult. Az ott levő iparvállalatokon (dohány-, gép-, olaj-, szappan-, papírlemezgyár, szeszgyárak és műmalmok, vasúti javítóműhely) kívül a vármegye területén 5 gőzmalom és 6 szeszgyár jelentette a nagyipart, valamivel elterjedtebb volt a kis- és házi ipar.

### Kereskedelem
Kereskedelme Kolozsvár városában összpontosult. Bánffyhunyadnak, Uzdiszentpéternek, Mócsnak, Bátosnak, Hidalmásnak és Tekének voltak marhavásárai. A kereskedelem főcikkei élő állatok, fa és faipari cikkek, gabona és liszt.

### Közlekedés
A legfontosabb közlekedési útvonal a magyar királyi államvasutak Budapest-Brassói vonala volt, amely áthaladt a vármegye nagy részén; ebből Kolozsvárnál ágazott el a szamosvölgyi vasút. A vármegye keleti részét a Marosludas-Besztercei vonal szelte át; e vonalak összes hossza 157 kilométer volt.
Az állami közutak hossza 222 kilométer, a törvényhatósági utaké 551 kilométer volt.